# Takayoshi Amma
Takayoshi Amma (født 23. maj 1969) er en tidligere japansk fodboldspiller og træner.
Han har spillet for flere forskellige klubber i sin karriere, herunder Honda FC.
Han har tidligere trænet Ventforet Kofu, Kataller Toyama og FC Tokyo.